# 袁瑜
袁瑜（?—?），中国西晋官员，官至侍中。
308年二月，凉州刺史张轨患风疾，不能说话，让他儿子张茂代理州政。陇西国内史晋昌人张越，想驱逐张轨取代他，他哥哥酒泉郡太守张镇和西平郡太守曹祛商量，向朝廷上奏章。朝廷任命侍中袁瑜为凉州刺史。州治中杨澹跃马奔向长安，割掉耳朵放在盘上，说张轨被诬陷。南阳王司马模表奏停止任命袁瑜，武威郡太守张琠也上奏表挽留张轨，朝廷诏令诛杀曹祛。张轨命儿子张寔率领三万步骑兵讨伐曹祛，斩首曹祛。张越逃到邺城。